# Praecepta Militaria

Praecepta Militaria est le titre en latin habituellement donné à un traité de stratégie militaire publié pour la première fois à l'époque de l'Empire byzantin, circa 965, et dont l'auteur serait l'empereur Nicéphore II Phocas (c. 963-969), à moins qu'il ne l'ait commandé. Son titre en grec ancien est Στρατηγικὴ ἔκθεσις καὶ σύνταξις Νικηφόρου δεσπότου (Présentation et composition de la guerre du despote Nicéphore).

## Contexte
Praecepta Militaria vise à servir de manuel pour les campagnes militaires en Cilicie et dans le Nord de la Syrie pendant les années 960. Elles s'inscrivent dans le cadre des guerres, commencées vers le milieu du Xe siècle, que les Byzantins mènent contre l'émirat des Hamdanides. Ce traité reflète le changement d'orientation dans la stratégie militaire de l'Empire byzantin qui a décidé de passer à l'offensive.
Praecepta militaria n'introduit pas de tactiques novatrices. Nicéphore II Phocas vise plutôt à modifier les tactiques contemporaines selon ses tactiques et ses observations. Plusieurs tactiques de l'infanterie du Praecepta Militaria sont inspirées du Syntaxis Armatorum Quadrata (c. 950). Praecepta militaria est aussi influencé par le Sylloge Tacticorum (c. 950), un recueil de tactiques et de stratagèmes qui a probablement servi d'inspiration pour les instructions sur l'équipement et le déploiement de l'infanterie et de la cavalerie. Praecepta Militaria est dans les faits une mise à jour des tactiques militaires byzantines, en réplique aux améliorations militaires des ennemis de l'empire.

## Description
Le traité comprend six chapitres et décrit l'armée byzantine de l'époque, c'est-à-dire au Xe siècle, pendant les campagnes militaires de reconquêtes contre les maures à l'Orient de l'empire. Il explique plusieurs aspects jamais décrits dans les traités militaires antérieurs, tels que le décompte des membres des formations, l'usage de formations triangulaires composées de cataphractaires, les nouvelles brigades mixtes (taxiarchia), les distances à respecter entre les unités de combat et l'usage de la lance menaulion (en). Le traité met l'emphase sur les aspects pratiques de la guerre : scénarios d'opérations militaires, installation des camps, reconnaissance et usage des espions. Les cérémonies religieuses sont aussi décrites, faisant écho au zèle religieux de Nicéphore II Phocas. L'ouvrage Tactica de Nicéphore Ouranos, rédigé au XIe siècle, reprend les chapitres de Praecepta Militaria, mais les modifient pour refléter les nouveautés militaires de ce siècle.

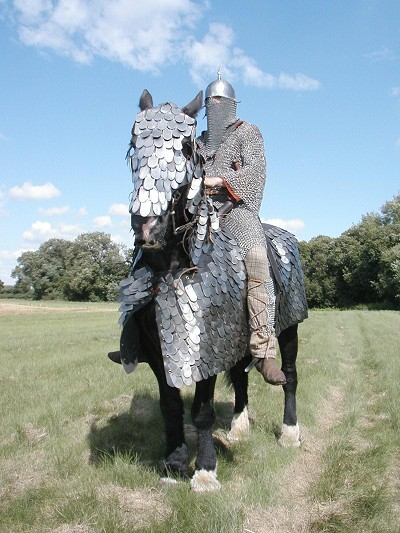
Exemple de cataphractaire.

Praecepta militaria comprend six chapitres : 
- Chapitre I : Sur l'infanterie
- Chapitre II : Sur l'infanterie lourde
- Chapitre III : Sur le Kataphraktoi (formations triangulaires composées de cataphractaires)
- Chapitre IV : Ordre de déploiement de la cavalerie
- Chapitre V : Sur l'installation des camps
- Chapitre VI : À propos des espions

Le traité commence par la description de l'équipement, le déploiement et les tactiques de l'infanterie. Il passe ensuite aux tactiques combinant l'infanterie et la cavalerie lors de batailles contre des forces ennemies mettant aussi en œuvre l'infanterie et la cavalerie. Il discute par la suite du déploiement des cataphractaires et des tactiques de cavalerie en général lorsqu'ils combattent seuls contre l'infanterie et la cavalerie. Trois aspects sont étudiés en particulier : comment l'infanterie doit se défendre contre la cavalerie, comment les cataphractaires doivent attaquer l'infanterie et comment une armée doit agir lorsqu'elle poursuit un ennemi vaincu.
La formation standard d'infanterie est un carré ponctué d'intervalles où la cavalerie lourde peut entrer et sortir. Ces intervalles sont protégés par l'infanterie légère, des lanceurs de javelots, des frondeurs et des archers, qui est formé pour ralentir les ennemis le temps que l'infanterie lourde se forme puis engage le combat. Les changements tactiques introduits par Nicéphore II Phocas pour se défendre contre la cavalerie lourde sont décrits en détail. L'un des changements les plus significatifs est la disposition des menavlatoi, lanciers lourds, qui sont déplacés dans les rangs avant.
Le déploiement et les formations de cavalerie sont longuement décrits dans le traité, détaillant la structure et la disposition de chaque unité dans l'ensemble de la cavalerie et le rôle tactique de chaque unité. La tactique la plus significative est le déploiement des formations triangulaires composées de cataphractaires. Le front et les côtés du triangle sont composés d'hommes armés avec une masse ou une lance alors que l'intérieur du triangle est composé d'archers à cheval. Lors d'une charge, les archers ont ordre de tirer contre la formation ennemie dans le but de l'affaiblir avant que la formation triangulaire n'engage le combat rapproché. Cette tactique a pour but d'affaiblir physiquement et moralement les unités ennemies.